# Петър Атанасов (футболист)
Вижте пояснителната страница за други личности с името Петър Атанасов.
Петър Атанасов е български футболист, атакуващ полузащитник, който се състезава за Ботев (Враца).

## Биография
Петър Николаев Атанасов е роден на 13 октомври 1990 година в град Раковски. Поради това че родителите му са разделени, той е отгледан от баба си и дядо си, които живеят в град Раковски. Няма братя и сестри. На 7 години започва да тренира футбол към Детско-юношеска школа към футболен клуб „Легия“ при набор 88 под ръководството на треньора Пламен Джундрин. През 2001 г. школата прераства в ФК „Раковски 2001“. Като повечето хора от град Раковски, Петър се опраделя като вярващ католик.

### Спортна кариера
Атанасов е юноша на „Раковски“ до 2006 г. Тогава е забелязан от скаути на „Локомотив“, Пловдив и е привлечен в школата на тима с треньор Иван Маринов - Маслара. През сезон 2006/2007 на 4 май 2007 г. той прави своя дебют при мъжете в А група в загубения с 3:0 от „Локомотив“ (Пловдив) мач като гост на „Беласица“, Петрич. От 2009 г. Атанасов е играч на „Брестник“, където веднага става титуляр и за 2 г. в отбора записва 49 мача и 20 гола. Може да играе като ляво крило и атакуващ халф. Преминава в Ботев (Пловдив), където записва 35 мача. Следва престои в Раковски и Черноморец. През 2015 година преминава в столичния Славия. В периода 2016-2017 играе за Монтана, а през 2018 преминава в Ботев (Враца), където се превръща в основна фигура. Изиграва за врачани 101 мача. През есенния полусезон на 2021 година е привлечен в Царско село,  но през зимната пауза напуска тима. Подписва договор с Марица (Пловдив), където се състезава от началото на 2022 година
От лятото на 2023 година се състезава за родният ФК Раковски  (Раковски), като е и треньор в детско-юношеската школа при набор 2013г.

## Статистика по сезони
| Сезон    | Отбор           | Първенство | Мачове | Голове |
| -------- | --------------- | ---------- | ------ | ------ |
| 2007/пр. | Локомотив (Пд)  | А група    | 1      | 0      |
| 2007/08  | Локомотив (Пд)  | А група    | 0      | 0      |
| 2008/09  | Локомотив (Пд)  | А група    | 0      | 0      |
| 2009/10  | Брестник (Пд)   | Б група    | 26     | 10     |
| 2010/11  | Брестник (Пд)   | Б група    | 23     | 10     |
| 2011/12  | Ботев (Пд)      | Б група    | 22     | 5      |
| 2012/ес. | Ботев (Пд)      | А група    | 13     | 0      |
| 2013/пр. | ФК Раковски     | Б група    | 11     | 5      |
| 2013/ес. | Черноморец (Бс) | А група    | 17     | 2      |
| 2014/пр. | ФК Раковски     | Б група    | 12     | 2      |
| 2014/ес. | ФК Раковски     | Б група    | 15     | 14     |
| 2015/пр. | Славия (Сф)     | А група    | 11     | 4      |